# Galium salwinense
Galium salwinense är en måreväxtart som beskrevs av Hand.-mazz.. Galium salwinense ingår i släktet måror, och familjen måreväxter. Inga underarter finns listade i Catalogue of Life.